# Michela Quattrociocche
Michela Quattrociocche (Roma, 3 dicembre 1988) è un'attrice italiana.

## Biografia
Nata a Roma nel 1988, interessata fin da bambina alla recitazione, a dodici anni segue un corso di dizione e portamento. Quindi presta il suo volto per alcuni servizi fotografici per riviste dedicate ai giovani.
Nel 2007 consegue la maturità linguistica presso il Collegio Nazareno a Roma; nello stesso anno, dopo aver sostenuto sette provini, viene scelta come protagonista femminile del film Scusa ma ti chiamo amore, trasposizione dell'omonimo romanzo di Federico Moccia. Nel film, uscito nelle sale il 25 gennaio 2008, interpreta il ruolo di Niki Cavalli. Discreto il successo di pubblico, meno i commenti della critica. Nel 2010 esce il seguito Scusa ma ti voglio sposare, che Moccia ha sempre tratto dal suo omonimo romanzo e che vede confermati i due protagonisti.
Nel 2009 è nel cast del cinepanettone diretto da Neri Parenti, Natale a Beverly Hills. Gira poi da protagonista i film: Una canzone per te, regia di Herbert Simone Paragnani, con Emanuele Bosi e Agnese Claisse, e Sharm el Sheikh - Un'estate indimenticabile, regia di Ugo Fabrizio Giordani, nelle sale nel 2010.
Sempre nel 2010 è protagonista del videoclip della canzone L'applauso del cielo del gruppo italiano dei Lost che fa parte della colonna sonora del film Una canzone per te.
Nel 2015 è protagonista, insieme ad altre star del cinema italiano, del videoclip della canzone Perché? di Alex Britti, iniziativa promossa da Weworld contro la violenza sulle donne.

## Vita privata
Precedentemente fidanzata con l'attore e cantautore Matteo Branciamore, il 4 luglio 2012 si è sposata con il calciatore Alberto Aquilani, da cui ha avuto due figlie, la prima, Aurora, nata il 18 aprile 2011, la seconda, Diamante, nata il 3 novembre 2014. L’11 maggio 2020 la coppia ha annunciato la separazione.
Da maggio 2021 è fidanzata con l’imprenditore Giovanni Naldi.

## Filmografia

### Cinema
- Scusa ma ti chiamo amore, regia di Federico Moccia (2008)
- Natale a Beverly Hills, regia di Neri Parenti (2009)
- Scusa ma ti voglio sposare, regia di Federico Moccia (2010)
- Una canzone per te, regia di Herbert Simone Paragnani (2010)
- Sharm el Sheikh - Un'estate indimenticabile, regia di Ugo Fabrizio Giordani (2010)
- Burraco fatale, regia di Giuliana Gamba (2020)
- L’ultima sfida, regia di Antonio Silvestre (2025)

### Videoclip
- Scusa ma ti chiamo amore degli Sugarfree (2008)
- L'applauso del cielo dei Lost, regia di Cosimo Alemà (2010)
- Casting dei Mambassa, regia di Lucio Pellegrini (2010)
- Perché? di Alex Britti, regia di Ivano De Matteo (2015)
- Un po' de que di Ludwig (2018)
- Se ci fosse un domani di Jeffrey Jey (2019)

### Televisione
- Camera Café - 1 puntata
- Provaci ancora prof! – serie TV, episodio 1x02 (2007)